# Podarcis melisellensis
La lucertola adriatica (Podarcis melisellensis (Braun, 1877)) è un rettile appartenente alla famiglia Lacertidae, diffuso sulle sponde orientali del mar Adriatico.

## Descrizione
È un piccolo sauro, lungo circa 18–20 cm compresa la coda.

La colorazione del dorso va dal brunastro al verde, talora con striature dorsolaterali evidenti, mentre la colorazione ventrale può essere bianca, gialla o arancione.

## Biologia
Al pari delle altre Podarcis è una specie insettivora e ovipara.

## Distribuzione e habitat
La specie è diffusa lungo le sponde orientali del mar Adriatico, dall'Italia nord-orientale, attraverso Slovenia, Croazia, Bosnia ed Erzegovina, Montenegro, sino all'Albania. Popolazioni sono presenti in molte isole del mar Adriatico.
La si trova in habitat differenti (praterie e garighe, ambienti rupestri, ambienti antropizzati) dal livello del mare sino a 1.400 m di altitudine.

## Conservazione
Per la consistenza della popolazione e l'ampiezza dell'areale la IUCN Red List considera P. melisellensis come specie a basso rischio (Least Concern).
La specie è inserita nell'Appendice II della Convenzione di Berna e nell'Allegato IV della Direttiva Habitat della Comunità Europea.